# Rivière MacDonald
Der Rivière MacDonald ist ein ca. 105 km langer rechter Nebenfluss des Rivière aux Rochers in der Verwaltungsregion Côte-Nord in der kanadischen Provinz Québec.

## Flusslauf
Der Rivière MacDonald durchfließt die MRC Sept-Rivières im Süden der Labrador-Halbinsel in südlicher Richtung. Er hat seinen Ursprung südlich des Lac du Nord-Est. Westlich verläuft der Rivière Pentecôte, östlich der langgestreckte See Lac Walker. Im Unterlauf wendet sich der Rivière MacDonald nach Osten, nimmt den Rivière Ronald linksseitig auf, durchfließt das nördliche Seeende des Lac Quatre Lieues und mündet schließlich südlich des Lac Walker in den Rivière aux Rochers. Der Rivière MacDonald hat eine Länge von ungefähr 100 km. Bei Flusskilometer 23 befindet sich der Wasserfall Chute MacDonald (⊙).

## Etymologie
Der Fluss wurde nach Ian MacDonald benannt. Dieser war Superintendent der Ontario Paper Company in Shelter Bay.

## Bilder

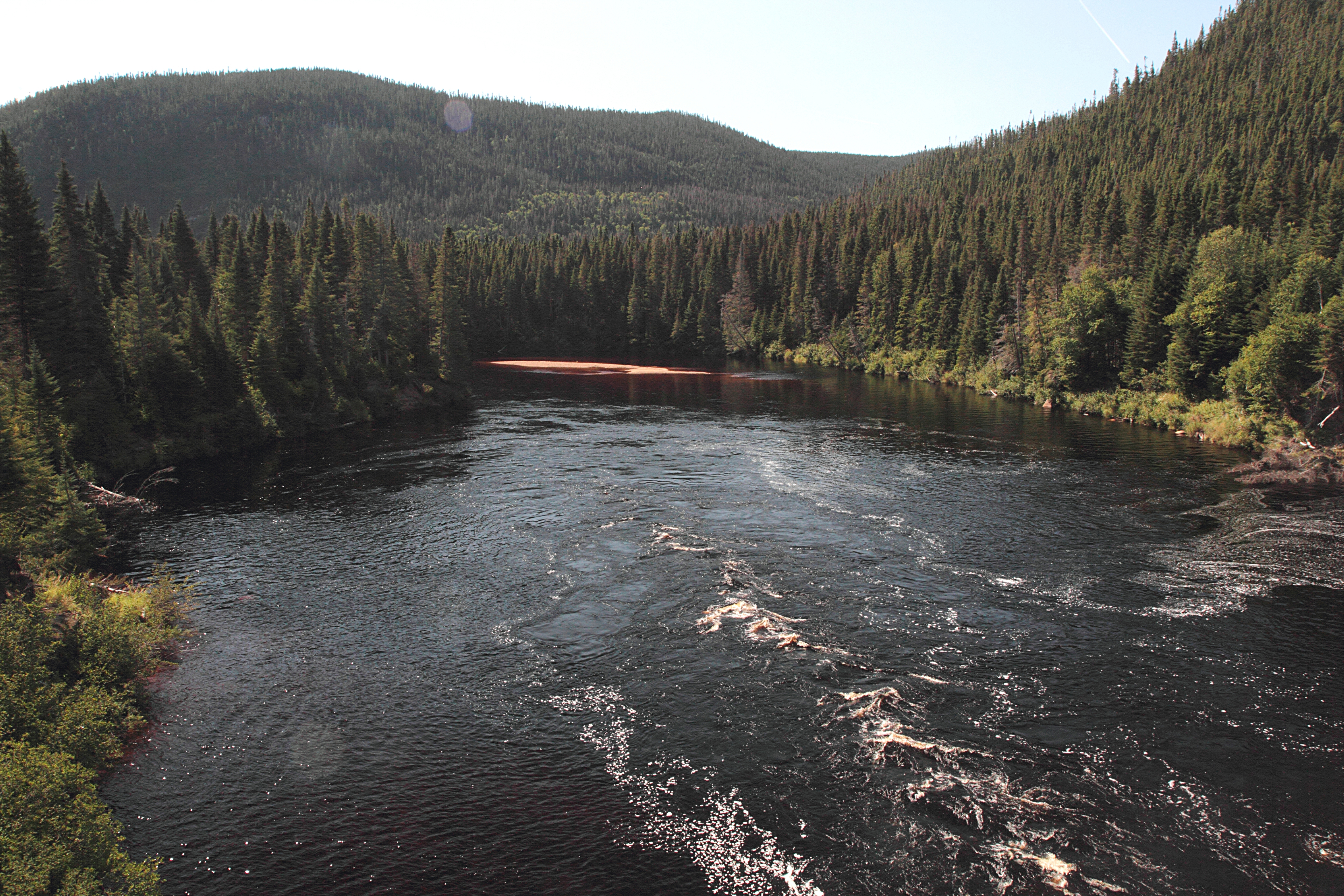
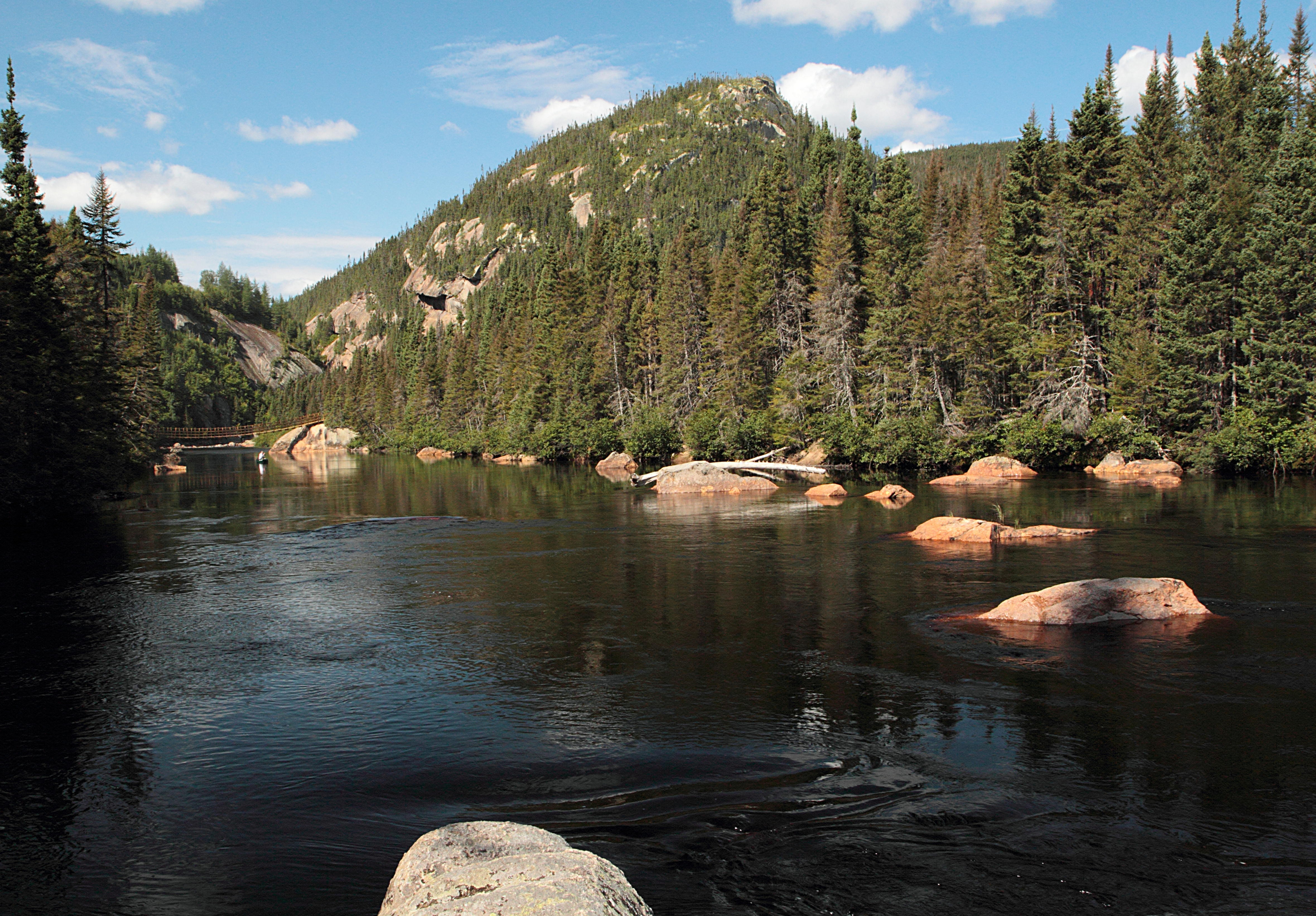
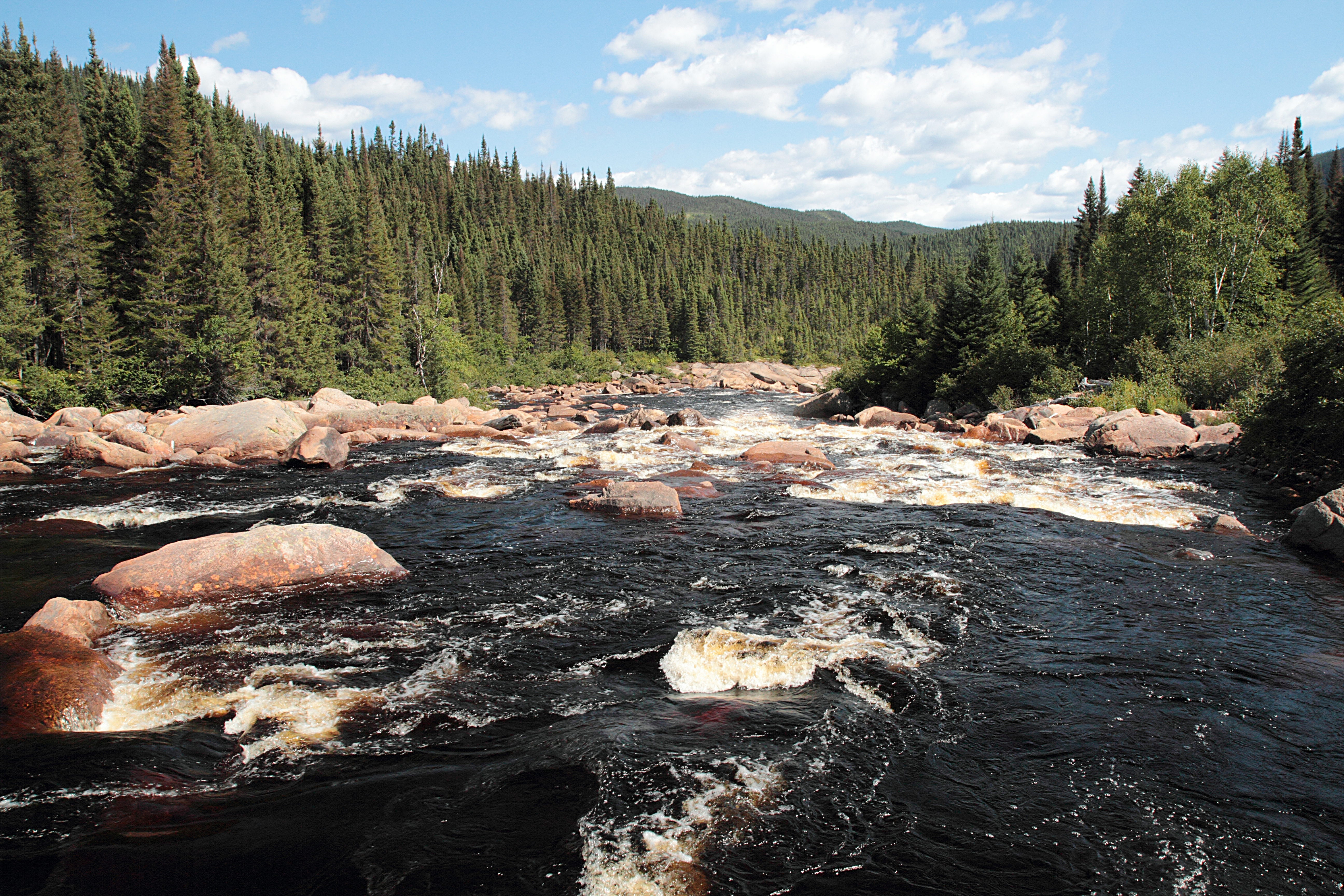